# Alt-Berlin

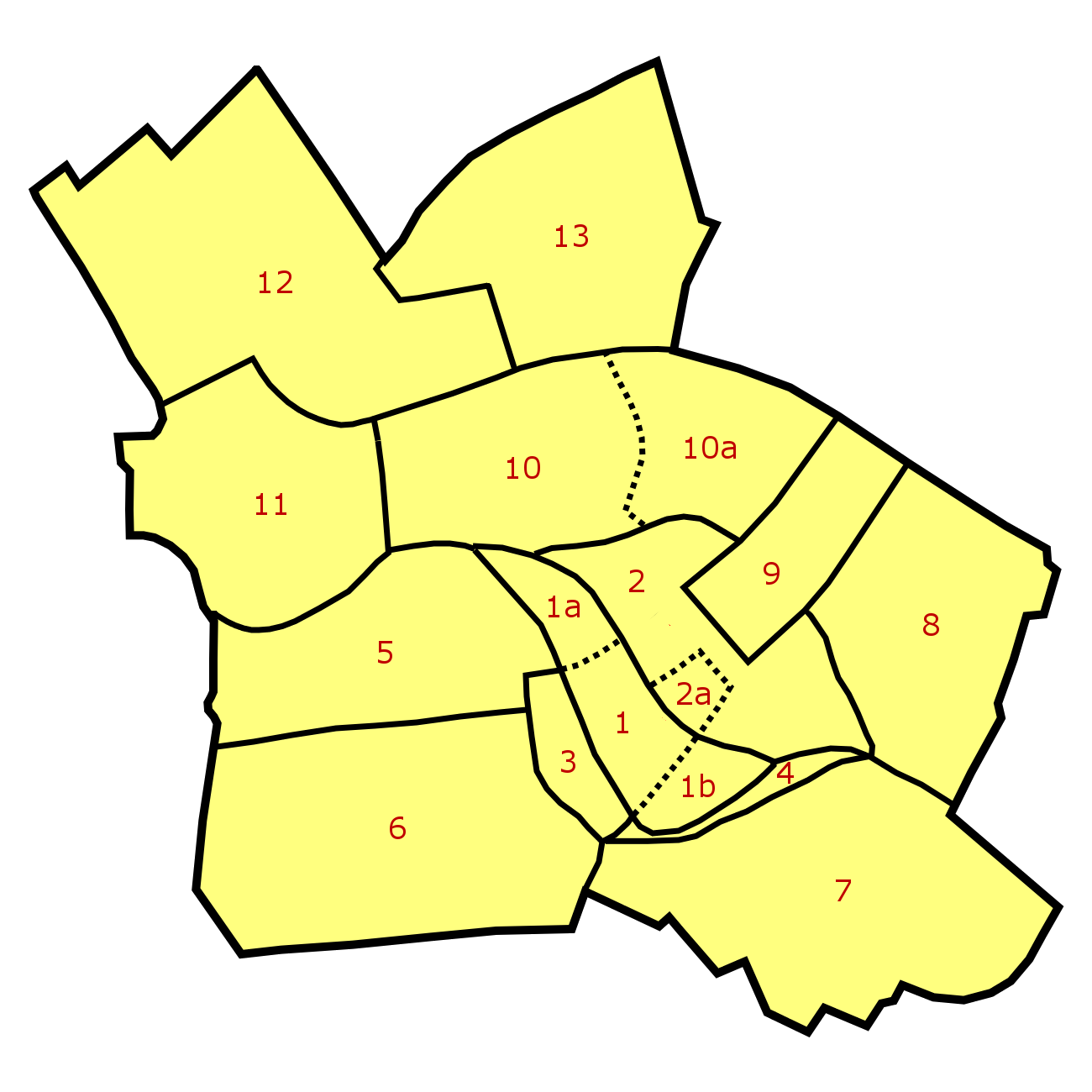
Les 13 quartiers historiques de Berlin-Mitte :
1. Altkölln (Spreeinsel) (avec Museumsinsel [1a], Fischerinsel [1b])
2. Alt-Berlin (avec Nikolaiviertel [2a])
3. Friedrichswerder
4. Neukölln am Wasser
5. Dorotheenstadt
6. Friedrichstadt
7. Luisenstadt
8. Stralauer Vorstadt (avec Königsstadt)
9. Alexanderplatz
10. Spandauer Vorstadt (avec Scheunenviertel [10a])
11. Friedrich-Wilhelm-Stadt
12. Oranienburger Vorstadt
13. Rosenthaler Vorstadt

Alt-Berlin (« Vieux Berlin ») désigne le quartier historique de Berlin dans l'arrondissement de Mitte et le quartier de Berlin-Mitte. Il correspond approximativement à la partie située à l'est de la Spree à l'intérieur des anciennes fortifications médiévales, tandis que Cölln (désignée aujourd'hui sous le nom de Altkölln) occupait la rive occidentale.

## Histoire

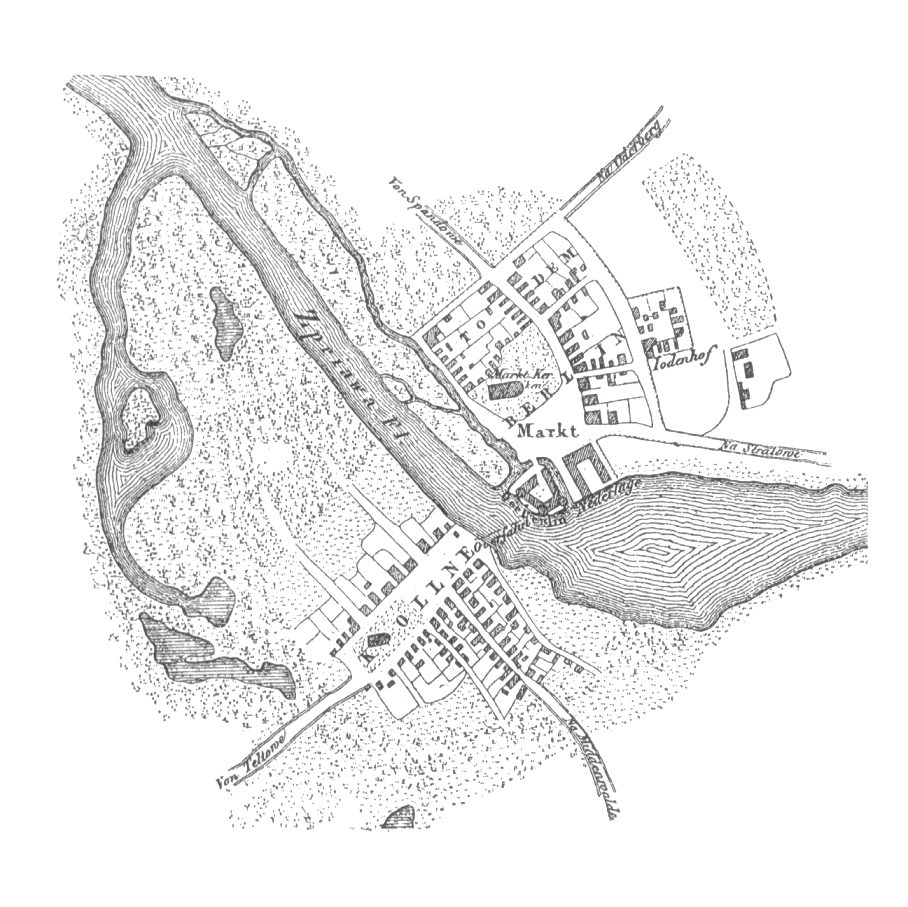
Berlin et Cölln au début du XIII. Reconstitution de Karl Friedrich von Klöden

Berlin a été probablement fondée aux alentours de 1200, quelques décennies après la mort d'Albert l'Ours, le célèbre seigneur germanique qui fit passer définitivement la Marche du Nord, région majoritairement peuplée jusqu'ici de slaves, dans le giron allemand.

Le nom de Berlin aurait d'ailleurs une étymologie d'origine slave relatrait l'influence lacustre du site, la racine brl évoque un lieu humide,. Il pourrait aussi être rapproché du terme sorabe : barlen ou berlén, qui désigne des grillages en bois placés en certains endroits de la Spree par les pêcheurs.
 Cependant la première mention du nom de Berlins est daté du 26 janvier 1244, et est conservé au musée de la cathédrale à Brandebourg-sur-la-Havel. Une charte communale lui fut cependant octroyée en 1232.

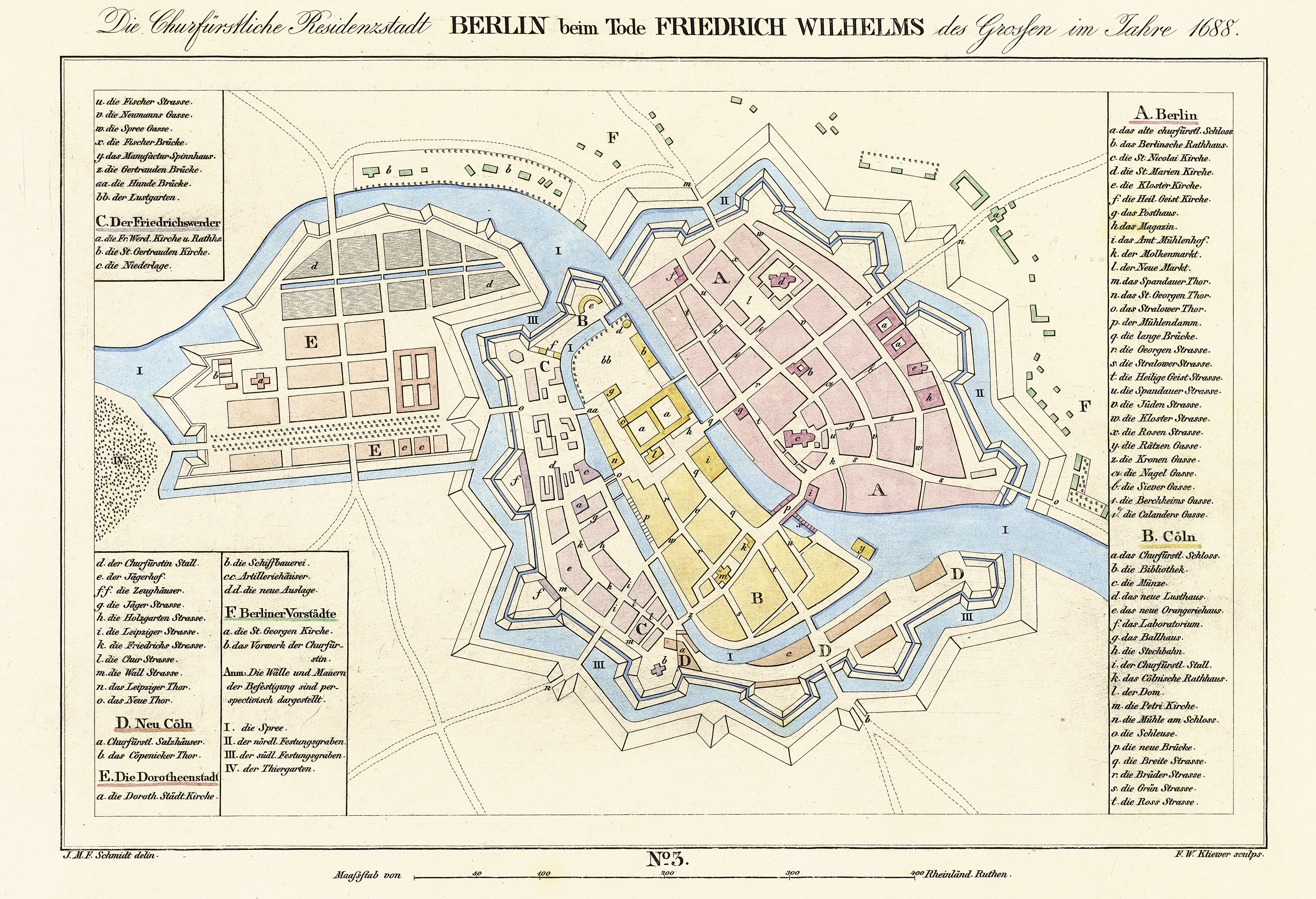
Berlin (en violet) d'après un plan de 1688.

À cette époque, le lieu (aujourd'hui le quartier historique de Nikolaiviertel) semble alors être occupée par des colons allemands qui, comme à Cölln, se livraient au commerce du bois, des fourrures et des céréales avec les populations autochtones. Des entrepôts sont érigés autour de l'église Nikolaikirche (dédiée à saint Nicolas, le saint-patron des marchands).

Le pont du barrage du moulin qui offrait le seul moyen de franchir le fleuve entre Francfort-sur-l'Oder et Magdebourg, permit de taxer le transport de marchandises par l'institution d'un octroi.

Les Berlinois, enrichis par le trafic et la vente de ces marchandises, édifièrent bientôt un second lieu de culte, l'église Sainte-Marie (Marienkirche).
En 1307, Berlin et Cölln fusionnèrent leurs administrations communales. Mais les berlinois prirent bientôt l'ascendant sur leur voisin, leurs représentants au sein du conseil municipal de la conurbation étant largement majoritaires. Berlin finit par éclipser Cölln, au point de désigner l'ensemble de la ville bicéphale.